# أبو إسلام أحمد عبد الله
أبو إسلام أحمد عبد الله هو أحمد محمد محمود عبد الله (13 ربيع الآخر 1372 هـ/30 ديسمبر 1952 -) صحفي مصري وداعية إسلامي. ولد في دمياط، وتخرج من قسم الفلسفة في جامعة عين شمس عام 1981، ونال منها ماجستير في التربية عام 1995. عمل مديرًا لجريدة الشعب المصرية بين عامي 1986 - 1990؛ قبل أن يؤسس صحيفته الخاصة وهي مجلة تنوير العالم الإسلامي التي صدر منها أربع أعداد وتوقفت عن الصدور، ثم أصدر عام 2001 صحيفة بلدي التي صدر منها 21 عدد وتوقفت عن الصدور، لأسباب مالية.
أسس عام 1989 مركز بيت الحكمة للإعلام والنشر الذي لا يزال يترأسه، وأسس عام 1997 مركز التنوير الإسلامي لبحوث المذاهب الوضعيّة. كما أطلق قناة الأمة الفضائية، للدفاع عن سيرة النبي صلى الله عليه وسلم وكذلك مكافحة التنصير والماسونية.
يوصف بأنه درس علم اللاهوت ودرس الإنجيل ويواجه القساوسة ويطلب مناظرة كبار رجال الدين المسيحي على نهج القمص زكريا بطرس. وُجِهت له اتهامات بالعنصرية وكراهية الأقباط، وقد رفع الاتحاد المصري لحقوق الإنسان بلاغًا ضده إلى النائب العام المصري بتهمة ازدراء المسيحية، وإثارة النعرات الطائفية. وقد وصفه الصحفي المصري هاني لبيب بأنه «ظاهرة طائفية» و«متفوق في صناعة التوترات الطائفية».
في 15 سبتمبر 2012، خلال الاحتجاج أمام السفارة الأمريكية في القاهرة على فيلم مسيء للنبي محمّد، قام أبو إسلام بتمزيق نسخة من كتاب تيري جونز المتطرف المسيحي الذي دأب على حرق المُصحف كل عام بالاشتراك مع عدد من أقباط المهجر على رأسهم موريس صادق، والذي أصدر النائب العام المصري قراراً باعتقالهما وستة آخرين من أقباط المهجر، وقد أصدر النائب العام طلباً إلى الشرطة الجنائية الدولية (الإنتربول) طلب منها إصدار مذكرة حمراء "وهي أشد المذكرات المختلفة التي يمكن أن تصدر عن الإنتربول، وذلك لاعتقال هؤلاء في الولايات المتحدة الأميركية وتسليمهم إلى السلطات المصرية. ، والذي انتشر على غير حقيقته أنه تم تمزيق نسخة من الإنجيل، وذلك غير صحيح؛ الأمر الذي دفع النيابة العامة المصريّة لتوجيه تهم ازدراء الأديان، وتكدير الأمن والسلم العام. ورغم تقديم للمحكمة 35 دليلاً مادياً، فضلاً عن غيرها من الأدلة والطلبات واعترافاتهم منها اعتراف ممدوح رمزي.
بدأت النيابة العامة المصرية الثلاثاء 19 فبراير 2013 التحقيق مع أبو إسلام بتهمة ازدراء الأديان، وإثارة الفتن الطائفية، وقد توافد العشرات من أنصاره أمام دار القضاء العالي مطالبين بإطلاق سراحه ومنددين بجبهة الإنقاذ الوطني، وقد أطلق سراحه بعد 4 أيام من التحقيق بكفالة 20 ألف جنيه 
و في يونيو 2013 قضت محكمة جنح مدينة نصر برئاسة المستشار المعتصم بالله الجبالي بحبس الشيخ أبو إسلام 11 عاما مع الشغل وكفالة 3 آلاف جنيه مع إيقاف التنفيذ المؤقت، لاتهامه بحرق الإنجيل وازدراء الأديان وتكدير الأمن العام، كما قضت المحكمة بسجن نجله 8 سنوات وكفالة 2000 جنيه عن التهمة الأولى والثانية والبراءة في الثالثة.

## المؤهلات العلمية
1. ليسـانس الدراسات الفلسفية . جامعة عين شمس 1981.
2. دبلوم الدراسات العليا. الصحافة والنشر . جامعة القاهرة 1985
3. دبلوم الدراسات العليا في التربية . جامعة عين شمس 1993
4. تمهيدي الماجستير في التربية المقارنة . جامعة عين شمس 1995

## النشاط العملي
1. بدأ محرراً وكاتب عمود ثابت بجريدة النور عام 1980 قبل التخرج، ثم صحيفة الأحرار.
2. انتقل إلى جريدة الشعب عام 1985، ثم مديراً لتحريرها من يناير 1986ـ اكتوبر1990.
3. عضو نقابة الصحفيين المصرية ورابطة الصحفيين الدولية 25/2/1989.
4. مدير عام شركة بيت الحكمة للإعلام والنشر والتوزيع . (تأسست عام 1989)
5. رئيس تحرير صحيفة الصحائف العربية ( مرصد إعلامي لثلاثمائة صحيفة، عام 1991).
6. كاتب ومحرر ومراسل لعدد من الصحف في مصر والعالم.
7. رئيس مركز التنوير الإسلامي لبحوث المذاهب الوضعية (تأسس عام 1997 لخدمة الباحثين ــ إلى الآن).
8. رئيس تحرير مجلة التنوير الإسلامي (تهتم بمتابعة النشاط التنصيري في العالم الإسلامي، صدر منها 4 أعداد).
9. محاضر ومشارك في عدد من المؤتمرات والندوات المحلية. محاضر ومشارك في عدد من المؤتمرات الدولية: أمريكا وأوروبا (3 زيارات) / باريس/ مالطا (زيارتان) / السودان / سوريا / الأردن / العراق (7 زيارات) / قطر (3 زيارات) / أبو ظبي (3 زيارات) / الشارقة (4 زيارات) / مسقط (3 زيارات) / اليمن / الجزائر/ السعودية (عديدة).
10. رئيس تحرير تنفيذي لصحيفة الحقيقة 1420هـ ــ 2000.
11. رئيس تحرير صحيفة بلدي (قبرصية). صدر منها 6 أعداد \ النصف الأول من عام 2001.
12. رئيس مجلس إدارة ورئيس تحرير صحيفة صوت بلدي (لندنية) . صدر منها 22 عدد \ الفترة من 12/10/2001 ــ 5/4/2002.
13. رئيس تحرير مشروع الألف رسالة (الموسوعة الذهبية) . تصدر كل يوم خميس أسبوعياً. صدر منها 4 أعداد من منتصف أغسطس 2002/ إلى منتصف سبتمبر 2002.
14. رئيس الأكاديمية الإسلامية لدراسات الملل والمذاهب.
15. رئيس تحرير موسوعة الجواب للرد على افتراءات المنصرين على الإسلام العظيم.
16. رئيس قناة الأمة الفضائية (للدفاع عن سيد المرسلين ورد افتراءات المنصرين).

## أشهر البرامج التلفازية
1. ثقافة الحوار[17]: تعليم أساليب ومناهج الحوار مع الآخر، من خلال التثقيف بالعقائد المسيحية.
2. لقاء الأحبة: للرد على افتراءات المنصرين، وعقد مقارنة بين الإسلام والمسيحية في كل افتراء.
3. حزب الله: سياسي ثقافي، يسعى لتوحيد أبناء الأمة حول الراية القرآنية.
4. السلسلة الذهبية[18] في أسرار وحقائق كتب العقيدة الصليبية.

وغيرها من البرامج التلفازية، سواء التي قدمها، أو كان ضيفاً، مثل:
1. سلسلة محكمة العلماء على قناة الحافظ الفضائية.[20]
2. برنامج رمضان في الوجدان[21]، في حلقة عن كاميليا شحاتة التي أعلنت إسلامها.
3. برنامج أجرأ كلام[22] مع طوني خليفة، حلقة عن حوار الأديان.[23]

## أعماله
له 128 مُؤلف مطبوع، وعدة مؤلفات جاهزة إلَّا أنها غير مطبوعة؛ كما له عدد من المقالات كبير غير محصور.
من مؤلفاته 19 كتاباً في مكتبة الكونجرس الأمريكي، كما أنه يوجد له 30 كتاباً في مكتبة الأسكندرية، وأيضاً في مكتبة هارفارد يوجد 30 كتاباً له
- من مقالاته:
  1. لا تجعلوا بيوت العبادة ساحة صراع ... لا وألف لا لنزف الدماء.
  2. إذا كان حافظ سلامة رمزاً للكرامة والحرية ... فإن نظير جيد كان رمزاً للفتنة والطائفية.
  3. "أطالب شنودة بالاعتذار ,.. أن طلب مني الاعتذار". وغيرها[27]
- مؤلفات مطبوعة:

1. شَرخ فِي جِدَار الرُوتَارِي.
2. الأصَابِع الخَفِيَة.
3. الطَابَور الخَامِس " الماسونية الجديدة في الشرق الإسلامي ".
4. حَقِيقَة الرُوتَارِي فِي مِصر.
5. المُثلث 352.
6. المَاسُونِيَة فِي المَنطِقَة 245.
7. أسلِوا تَسلٌمُوا مِن خَليل إسكَندَر لنَصَارَي العَرب.
8. الشَريعَة هِيَ الحَل . شَهَادَة للدكتور نَبيل لُوقَا بَبَاوي .
9. حِكَايَة أُمٌة أسمَهَا مِصر.
10. مَظَالِم الأقبَاط المُسلِمين فِي مِصر.
11. نَصَارَي مِصر كَم؟ وَمَن؟.
12. ----- رِسَالة إليَ نَصَارَي المَهجَر.
13. حُقوق الأقبَاط المُسلمِين فِي مِصر .
14. لم يَعُد الصَمت مُمكِنَاً. وغيرها[28]

## مواقع خارجية
- موقع بلدي نت
- موقع قناة الأمة الفضائية
- حوار الأديان، برنامج الاتجاه المعاكس، قناة الجزيرة، 1 يونيو 2004
- اعتقال كاتب مصري حاور القس القبطي «المشلوح» زكريا بطرس، العربية نت، 6 ديسمبر 2005
- إسلامي مصري يتعهد باستقبال زكريا بطرس في مصر وتوصيله لبيته، العربية نت، 30 نوفمبر 2006